# Predosa
Predosa (piemontiul: La Priosa, helyi nyelvjárásban: La Piriosa) település Olaszországban, Piemont régióban, Alessandria megyében. Lakosainak száma 1899 fő (2023. január 1.). Predosa Basaluzzo, Bosco Marengo, Capriata d’Orba, Carpeneto, Casal Cermelli, Castellazzo Bormida, Castelspina, Rocca Grimalda, Sezzadio és Fresonara községekkel határos.

## Népesség
A település lakossága az elmúlt években az alábbi módon változott:
| Lakosok száma | 2010 | 2010 | 1899 |
|               | 2017 | 2018 | 2023 |